# Quai du Pothuis, bords de l'Oise
Quai du Pothuis, bords de l'Oise (selon la base Joconde) 
ou Quai du Pothuis, temps gris lumineux, Pontoise (selon le catalogue Wildenstein)
est un tableau réalisé en 1882 par le peintre français Camille Pissarro.

## Description
Cette peinture à l'huile sur toile représente les bords de l'Oise en amont du pont de pierre de Pontoise, (ce pont n'existe plus), face à l'île de Pothuis de l'autre coté du bras de la rivière. Une barque et des passants sont représentés sur le quai et à l'arrière plan, à droite la cité médiévale de Pontoise.
La signature C. Pissaro et la date 1882 sont placées en bas à droite.

## Histoire
Le tableau a été vendu par Adolphe Tavernier à  Olivier Senn le 6 mars 1900. Il fait ensuite partie de la donation Senn de 2004, au musée d'Art moderne André-Malraux où il est conservé.